# Ville Vallgren
Pour les articles homonymes, voir Vallgren.
Carl Wilhelm Wallgren dit Ville Vallgren (né le 15 décembre 1855 à Porvoo – mort le 13 octobre 1940 à Helsinki)  est un sculpteur de nationalité française et d'origine finlandaise de renom. Il est un des plus importants représentants nordiques de l'Art nouveau.

## Biographie

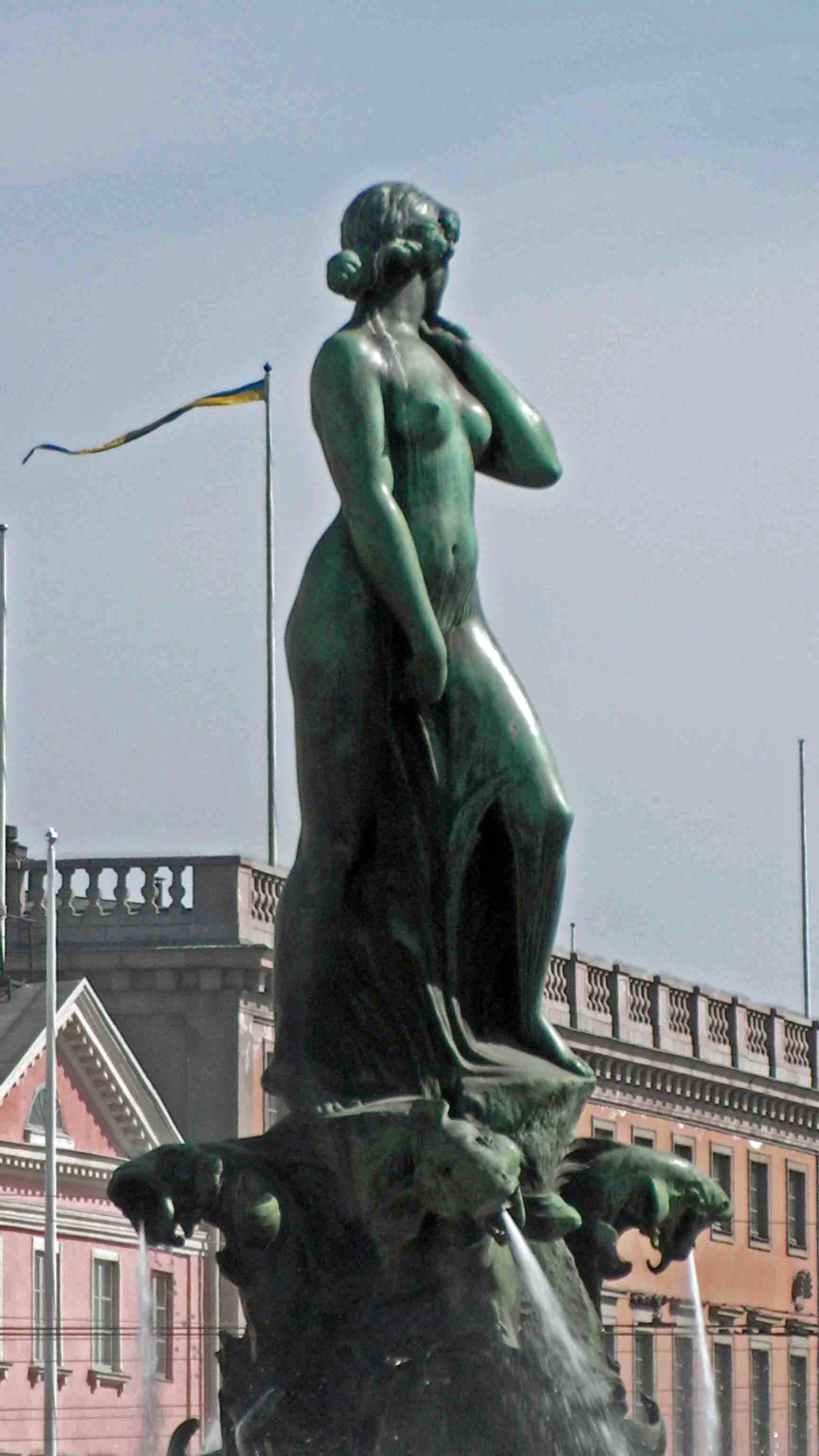
Havis Amanda (1906).

À vingt-deux ans, il quitte le grand-duché de Finlande ainsi que d'autres artistes comme l'impressionniste Albert Edelfelt, admirateur de Claude Monet, pour Paris, mais lui y demeure par la suite trente-six ans. Il prend la nationalité française en 1902 et se convertit au catholicisme. Il rejoint les Symbolistes et est distingué à l'Exposition universelle de 1889. Reconnu par les critiques notamment lors des salons de la Rose-Croix en 1892 et du Champ de Mars en 1893, il est grand prix de l'Exposition universelle de 1900.
Installé dans son atelier parisien au 233bis, rue du faubourg Saint-Honoré, il réalise la célèbre statue de nu féminin Havis Amanda, qui orne aujourd'hui la fontaine de la place du Marché et est devenu emblème d'Helsinki. Il a pris pour modèles vivants deux jeunes filles de 19 ans Marcelle Delquin et Léonie Tavier, inspiré par le type féminin de la jeune Parisienne, respirant la liberté et la gaieté, telle qu'on pouvait la voir sur les Grands Boulevards à Paris.
Ce fut la source de conflits et d'une grande polémique en Finlande, pays alors encore très puritain. De retour dans son pays en 1913, il s'installa à Tarvaspää, non loin de son ami Akseli Gallen-Kallela.

## Œuvres
- La Douleur, vers 1893, musée d'Orsay à Paris, calcaire oolithique polychrome[2].
- Mendiante et son enfant ou Misère, 1892, bronze, musée d'Orsay à Paris.
- L'Écho, 1887, musée des Beaux-Arts Musée Ateneum à Helsinki.
- Christ, vers 1889, plâtre patiné, musée d'Orsay Paris[3].
- Vase en feuille de lotus, 1893, bronze, Helsinki,Musée Ateneum.
- Havis Amanda, 1906, Helsinki.
- Topelius et les enfants, 1909

## Note
1. ↑  « Calamnius-sukuseura ry » (consulté le 4 décembre 2012)
2. ↑  La Douleur est inspirée de la légende du Kalevala et se réfère aux chants III et IV.
3. ↑  « Ville Vallgren : Christ », Musée d'Orsay (consulté le 1er mai 2015)